# هلدر فریرا (بازیکن فوتبال، زاده ۱۹۹۳)
هلدر فریرا (پرتغالی: Hélder Ferreira؛ زادهٔ ۵ آوریل ۱۹۹۷) بازیکن فوتبال اهل پرتغال است.

## باشگاهی
از باشگاه‌هایی که در آن بازی کرده‌است می‌توان به باشگاه فوتبال پاسوژ د فریرا, باشگاه فوتبال ویتوریا گیماریش و باشگاه فوتبال بنفیکا اشاره کرد.

## تیم ملی
وی همچنین در تیم‌های ملی فوتبال زیر ۱۸ سال پرتغال، زیر ۱۹ سال پرتغال، و زیر ۲۰ سال پرتغال بازی کرده‌است.